# Robert Redeker

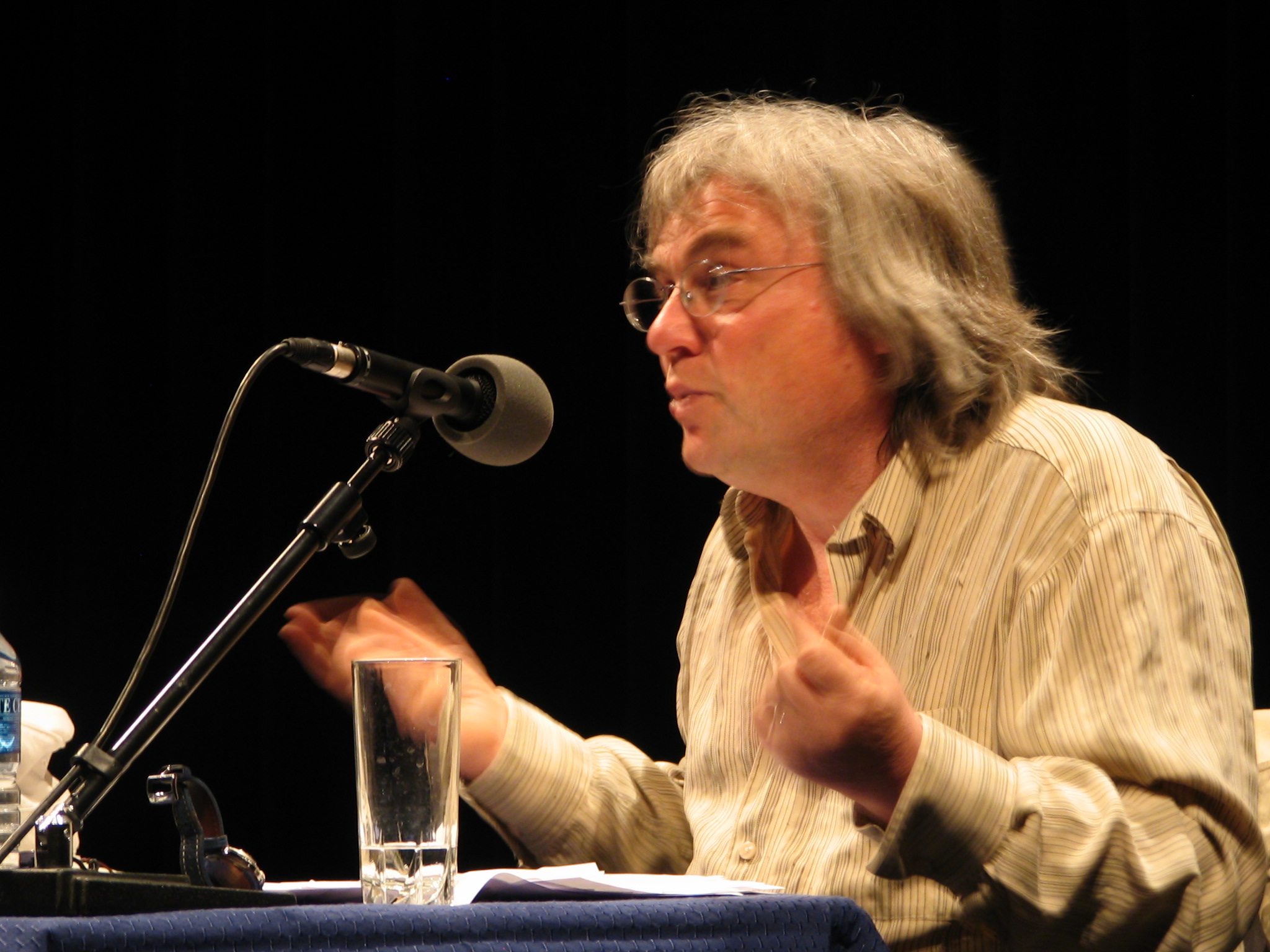
Robert Redeker, en conférence au théâtre d'Arles en 2006.

Robert Redeker, né le 27 mai 1954 à Lescure (Ariège), est un philosophe et professeur agrégé de philosophie français.
Il est notamment connu par les vives polémiques déclenchées par l'une de ses tribunes consacrée à l'Islam et à la liberté d'expression parue dans Le Figaro en 2006, à la suite de laquelle il reçoit des menaces de mort.

## Biographie
Il passe son baccalauréat en 1974 en candidat libre. Il est, un temps, « très actif dans des groupes d'extrême gauche ». En 1980, il devient professeur de philosophie après avoir été disciple du philosophe heideggérien Gérard Granel à l'université Toulouse-Le Mirail.
Il enseigne au lycée polyvalent de Decazeville en 1981-1982, au lycée Soult de Mazamet, au lycée Pardailhan d'Auch, au lycée Henri-Matisse de Cugnaux, au lycée Pierre-Paul-Riquet de Saint-Orens-de-Gameville (banlieue de Toulouse), à l'École nationale de l'aviation civile (ENAC) et au Centre de formation universitaire de l'université Toulouse I. À l'appel de Claude Lanzmann, il devient en 1993 membre du comité de la revue Les Temps modernes.
En 2002, il est président du comité de soutien de Jean-Pierre Chevènement.
Certains de ses livres sont traduits en espagnol, italien, anglais, et arabe.

## Menaces de mort consécutives à une tribune parue dansLe Figaro
Le 19 septembre 2006, Robert Redeker publie un texte intitulé « Face aux intimidations islamistes, que doit faire le monde libre ? » dans Le Figaro, présentant l'islam comme étant intrinsèquement violent, à l'image de son prophète, et tentant d'imposer ses règles à l'Europe.
Il est alors la cible de menaces de mort sur Internet et est placé sous protection policière.

### Réactions
Pierre Tevanian, professeur de philosophie et militant associatif, récuse l'existence d'une fatwa.
Justin Vaïsse, auteur d'un livre sur l'islam en France, défend le principe de la liberté d'expression, tout en ajoutant que l'article de M. Redeker est motivé par un « agenda anti-islam » et que l'article est « stupide, politiquement irresponsable, intellectuellement inconsistant et par ailleurs d'une grande faiblesse ».
Des professeurs de philosophie organisent une soirée de soutien à Robert Redeker le 15 novembre 2006,.

### Conséquences
Un homme de 25 ans est arrêté, le 16 octobre 2006, pour avoir menacé de mort Robert Redeker par courriel,. Il est condamné le 19 juin 2008 à 6 mois de prison avec sursis, 750 euros d'amende et 150 euros de dommages et intérêts.
Un autre homme est arrêté au Maroc le 19 décembre 2007,. Il s'agit d'un militant djihadiste en contact avec les réseaux internationaux du djihad, et projetant de se rendre en Irak. Il est retrouvé par la DST grâce à ses connexions Internet et à l'archivage de son adresse IP (par son FAI), qui a communiqué le renseignement aux services marocains. Il est arrêté en Libye à la mi-décembre alors qu'il cherchait à gagner l'Irak, et expulsé vers le Maroc en compagnie d'un compatriote. Il aurait avoué avoir été l'homme à l'origine des menaces de mort postées sur un forum.
Alors que Redeker se plaint de ne pas être soutenu par son ministre de tutelle, Gilles de Robien lui affirme sa solidarité, le reçoit le 17 janvier 2007 et lui fait des propositions.

## Publications
- 1999 : Le Piège de la parité (collaboration sous la direction de Micheline Amar), Paris, Hachette, coll. "Pluriel", 1999.  (ISBN 9-782012789821)
- 2000 : Aux armes, citoyens ! (préf. Christian Rome), éd. Bérénice, coll. « Cétacé », Paris, 52 p.  (ISBN 2-911232-22-4)
- 2001 : Le Déshumain : Internet, l'école et l'homme, éd. Itinéraires, Saint-Orens-de-Gameville, 87 p.  (ISBN 2-9511527-4-4)
- 2002 : Le Sport contre les peuples, éd. Berg International, coll. « Pensée politique et sciences sociales / Interventions », Paris, 123 p.  (ISBN 2-911289-41-2)
- 2004 : Poésie de l'improvisation, éd. Itinéraires, Saint-Orens-de-Gameville, 57 p.  (ISBN 2-9511527-5-2)
- 2004 : Nouvelles figures de l'homme : Inhumain, déshumain, néghumain, éd. Le Bord de l'eau, Latresne, 127 p.  (ISBN 2-911803-97-3)
- 2004 : Le Progrès ou L'Opium de l'histoire, éd. Pleins Feux, coll. « Étude(s) », Nantes, 93 p.  (ISBN 2-84729-037-0)
- 2007 : Il faut tenter de vivre, éd. Seuil, Paris, 135 p.  (ISBN 978-2-02-093135-9)
- 2007 : Dépression et philosophie : Du mal du siècle au mal de ce siècle, éd. Pleins Feux, Nantes, 43 p.  (ISBN 978-2-84729-064-6)
- 2007 : Combattre l'obscurantisme. Avec Robert Redeker, Patrick Gaubert (dir.) (ISBN 978-2-84724-154-9)
- 2008 : Le sport est-il inhumain ?, éd. du Panama, Paris, 131 p.  (ISBN 978-2-7557-0118-0)
- 2009 : « Yes we can » (Slogan électoral), éd. Pleins Feux, coll. « Variations politiques », Nantes, 48 p.  (ISBN 978-2-84729-089-9)
- 2010 : Egobody : La fabrique de l'homme nouveau, éd. Fayard, Paris, 199 p.  (ISBN 978-2-213-65500-0)
- 2012 : L'Emprise sportive, Paris, François Bourin, 184 p.  (ISBN 978-2-84941-323-4)
- 2014 : Le soldat impossible, Paris, Pierre-Guillaume de Roux, 288 p.
- 2015 : Le Progrès ? Point final, Nice, Éditions Ovadia, 215 p.  (ISBN 978-2363921321)
- 2015 : Bienheureuse vieillesse, Paris, éditions du Rocher, 208 pages.
- 2015 : Europe, l'ère du vide. En collaboration avec Laurence Vanin et Jürgen Wertheimer, Nice, éditions Ovadia  (ISBN 978-2-36392-176-5).
- 2016 : L'École fantôme, Paris, éditions du Rocher, Desclée de Brouwer.
- 2017 : L'Eclipse de la Mort, Paris, éditions Desclée de Brouwer,  (ISBN 978-2220088082), 224 pages.
- 2018 : Peut-on encore aimer le football ?, Paris, Le Rocher, 258 p.
- 2020 : Les Sentinelles d'humanité. Philosophie de l'héroïsme et de la sainteté, Paris, Desclée de Brouwer, 300 pages  (ISBN 978-2220096544)
- 2021 : Le meilleur des mondes possibles. En collaboration avec Daniel Salvatore Schiffer, Elsa Godart, Luc Ferry, Audrey Palma, Bruxelles, éditions Samsa, 220 pages  (ISBN 978-2-87593-328-7)
- 2021 : Réseaux sociaux. Le Guerre des Léviathans, Paris, Éditions du Rocher, 280 pages  (ISBN 978-2-268-10599-4)
- 2022 : Sport, je t’aime moi non plus, Paris, Éditions Robert Laffont, 112 pages  (ISBN 9782221253762)
- 2023 : L'Abolition de l'âme, Paris, Les Éditions du Cerf, 352 pages  (ISBN 9782204147644)
- 2024 : Boissoudy. Stat crux. En collab. avec Paule Amblard, Sylvie Germain, Olivier Kaeppelin, Didier Pourquery, Martin Steffens, Paris, Editions Première Partie et Collège des Bernardins  (ISBN 9782365263412)
- 2024 : Sous la dir. Daniel Salvatore Schiffer L'humain au centre du monde - Pour un humanisme des temps présents et à venir. Contre les nouveaux obscurantismes, Éditions du Cerf, 392 pages. Co-auteur.
- 2025 : Descartes. Le miroir aux fantômes, Paris, Les éditions du Cerf, 260 pages  (ISBN 9782204162005).
- 2025: Eloge spirituel de l'attention, Paris, Artège, 150 pages  (ISBN 9791033616351)